# Islandia (Floryda)

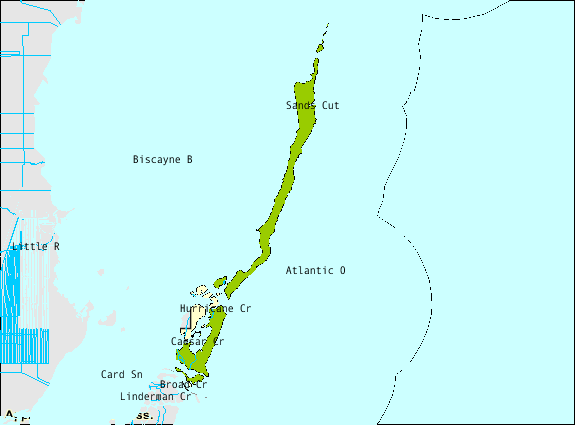
Mapa miejscowości

Islandia – obszar niemunicypalny (w przeszłości miasto) w stanie Floryda, w hrabstwie Miami-Dade. Islandię zamieszkuje tylko 6 osób.